# Беглицкая коса
Беглицкая коса — намывная песчано-ракушечниковая коса, расположена на северном российском побережье Азовского моря, в Таганрогском заливе, примерно в 25 км к западу от города Таганрога, и в 30 км к востоку от Кривой косы. Также вблизи косы, на северо-западе, находится Миусский лиман образуемый рекой Миус. Административно Беглицкая коса входит в состав Неклиновского района Ростовской области.
На косе есть несколько малых пресноводных озёр, которые обычно пересыхают в жаркие летние месяцы.
Также на косе расположены заброшенные постройки рыбколхоза имени Орлова (несколько кирпичных бараков и разрушенный прибоем причал) и, на крайней восточной оконечности косы, маяк. Залив между косой и берегом, имеющий почти круглую форму — мелководный и пресноводный, большей частью поросший водорослями.

## Флора и фауна
Территория Беглицкой косы, являющаяся памятником природы, имеет богатую флору — зарегистрировано 142 вида сосудистых растений. Причём, многие из них включены в Красную книгу Ростовской области.
Также, в связи с высоким уровнем обмеления залива, ловля рыбы в пределах косы давно прекращена, что создаёт отличные условия для обитающих здесь колоний диких уток и чаек.

## Туризм
Удалённость от крупных населённых пунктов и дорог не способствуют популярности Беглицкой косы среди туристов. Сюда ведёт только просёлочная дорога без покрытия, становящаяся после сильного дождя практически непроезжей. Из-за отсутствия какой-либо инфраструктуры на косе распространён отдых с палатками. Немногочисленных туристов привлекает большой песчано-ракушечный пляж (доля кварцевого песка и ракушечника достигает 70 %) и грязевые процедуры, поскольку дно неглубокого одноимённого залива из-за выхода песчано-глинистых отложений в этом месте покрыто толстым слоем ила (так называемой мулякой). Донный ил на Беглицкой косе состоит из литоральных отложений (галька, гравий, песок, органические остатки) и плавневых почв, представленных иловатыми суглинками, глинами, тонкозернистыми песками и обломками раковин. В целом, состав ила оказывает комплексное действие на оздоровление организма. Для полноценного купания коса становится пригодной только во время прилива. Глубина достигает 1 м лишь при удалении от берега на 100 м. Небольшая (местами до 50 см) глубина моря привлекает семьи с маленькими детьми, а благодаря постоянным ветрам и отсутствию высокой растительности, Беглицкая коса пользуется популярностью у дельтапланеристов и парапланеристов.